# Bundestagswahlkreis Chemnitz II – Chemnitz-Land
Der Bundestagswahlkreis Chemnitz II – Chemnitz-Land war von 1990 bis 2002 ein Wahlkreis in Sachsen. Er besaß die Nummer 324 und umfasste von der kreisfreien Stadt Chemnitz den früheren Stadtbezirk Süd II sowie den Landkreis Chemnitz. Im Rahmen der Wahlkreisreform von 2002, bei der die Anzahl der Wahlkreise in Sachsen von 21 auf 17 reduziert wurde, wurde das Gebiet des Wahlkreises hauptsächlich auf die Wahlkreise Chemnitz und Chemnitzer Land – Stollberg aufgeteilt.
Der letzte direkt gewählte Wahlkreisabgeordnete war Gerald Thalheim (SPD).

## Wahlergebnisse

### Bundestagswahl 1998
| Kandidaten                     | Kandidaten                   | Parteien/Listen     | Erststimmen | Erststimmen | Zweitstimmen | Zweitstimmen |
| Kandidaten                     | Kandidaten                   | Parteien/Listen     | Stimmen     | %           | Stimmen      | %            |
| ------------------------------ | ---------------------------- | ------------------- | ----------- | ----------- | ------------ | ------------ |
|                                | Bernd Klaußner               | CDU                 | 41.706      | 33,9        | 36.469       | 29,6         |
|                                | Gerald Thalheimgewählt im WK | SPD                 | 43.963      | 35,8        | 38.129       | 31,0         |
|                                | Angela Schneider             | PDS                 | 23.021      | 18,7        | 26.128       | 21,2         |
|                                | Ralph Siebenborn             | GRÜNE               | 4.171       | 3,4         | 5.210        | 4,2          |
|                                | Klaus Dohrn                  | F.D.P.              | 3.846       | 3,1         | 4.772        | 3,9          |
|                                | –                            | BüSo                | –           | –           | 92           | 0,1          |
|                                | –                            | BFB – Die Offensive | –           | –           | 349          | 0,3          |
|                                | –                            | Chance 2000         | –           | –           | 401          | 0,3          |
|                                | –                            | DVU                 | –           | –           | 2.481        | 2,0          |
|                                | −                            | GRAUE               | –           | –           | 530          | 0,4          |
|                                | Martin Kohlmann              | REP                 | 4.302       | 3,5         | 2.879        | 2,3          |
|                                | –                            | Pro DM              | –           | –           | 3.512        | 2,9          |
|                                | −                            | NPD                 | –           | –           | 1.090        | 0,9          |
|                                | –                            | ödp                 | –           | –           | 143          | 0,1          |
|                                | Nadja Hermann-Türpe          | PBC                 | 805         | 0,7         | 853          | 0,7          |
|                                | Thomas Kritz                 | PASS                | 1.159       | 0,9         | –            | –            |
| Gesamt                         | Gesamt                       | Gesamt              | 122.973     | 100         | 123.038      | 100          |
|                                |                              |                     |             |             |              |              |
| Ungültige Stimmen              | Ungültige Stimmen            | Ungültige Stimmen   | 1.920       | 1,5         | 1.855        | 1,5          |
| Wähler                         | Wähler                       | Wähler              | 124.893     | 83,1        | 124.893      | 83,1         |
| Wahlberechtigte                | Wahlberechtigte              | Wahlberechtigte     | 150.281     |             | 150.281      |              |
|                                |                              |                     |             |             |              |              |
| Quellen: Der Bundeswahlleiter, |                              |                     |             |             |              |              |

### Bundestagswahl 1994
| Kandidaten                     | Kandidaten                  | Parteien/Listen   | Erststimmen | Erststimmen | Zweitstimmen | Zweitstimmen |
| Kandidaten                     | Kandidaten                  | Parteien/Listen   | Stimmen     | %           | Stimmen      | %            |
| ------------------------------ | --------------------------- | ----------------- | ----------- | ----------- | ------------ | ------------ |
|                                | Bernd Klaußnergewählt im WK | CDU               | 52.960      | 46,4        | 50.453       | 44,1         |
|                                | –                           | SPD               | 33.696      | 29,5        | 31.903       | 27,9         |
|                                | –                           | PDS               | 18.276      | 16,0        | 20.011       | 17,5         |
|                                | –                           | GRÜNE             | 5.280       | 4,6         | 4.791        | 4,2          |
|                                | –                           | F.D.P.            | 3.982       | 3,5         | 4.764        | 4,2          |
|                                | –                           | GRAUE             | –           | –           | 527          | 0,5          |
|                                | –                           | REP               | –           | –           | 1.316        | 1,1          |
|                                | –                           | MLPD              | –           | –           | 43           | 0,0          |
|                                | –                           | ÖDP               | –           | –           | 210          | 0,2          |
|                                | –                           | PBC               | –           | –           | 207          | 0,2          |
| Gesamt                         | Gesamt                      | Gesamt            | 114.194     | 100         | 114.525      | 100          |
|                                |                             |                   |             |             |              |              |
| Ungültige Stimmen              | Ungültige Stimmen           | Ungültige Stimmen | 1.416       | 1,2         | 1.085        | 0,9          |
| Wähler                         | Wähler                      | Wähler            | 115.610     | 74,8        | 115.610      | 74,8         |
| Wahlberechtigte                | Wahlberechtigte             | Wahlberechtigte   | 154.639     |             | 154.639      |              |
|                                |                             |                   |             |             |              |              |
| Quellen: Der Bundeswahlleiter, |                             |                   |             |             |              |              |

### Bundestagswahl 1990
| Kandidaten                  | Kandidaten                     | Parteien/Listen   | Erststimmen | Erststimmen | Zweitstimmen | Zweitstimmen |
| Kandidaten                  | Kandidaten                     | Parteien/Listen   | Stimmen     | %           | Stimmen      | %            |
| --------------------------- | ------------------------------ | ----------------- | ----------- | ----------- | ------------ | ------------ |
|                             | Klaus Reichenbachgewählt im WK | CDU               | 54.412      | 45,3        | 54.889       | 45,4         |
|                             | Gerald Thalheim                | SPD               | 23.293      | 19,4        | 23.113       | 19,1         |
|                             | Uwe-Jens Heuer                 | PDS               | 13.346      | 11,1        | 12.384       | 10,2         |
|                             | Jürgen Klaus                   | DSU               | 3.617       | 3,0         | 1.721        | 1,4          |
|                             | Dieter Annies                  | F.D.P.            | 16.970      | 14,1        | 18.734       | 15,5         |
|                             | Dirk Adam                      | GRÜNE             | 8.223       | 6,8         | 6.212        | 5,1          |
|                             | –                              | BSA               | –           | –           | 30           | 0,0          |
|                             | −                              | LIGA              | –           | –           | 513          | 0,4          |
|                             | –                              | DIE GRAUEN        | –           | –           | 772          | 0,6          |
|                             | –                              | REP               | –           | –           | 1.788        | 1,5          |
|                             | –                              | KPD               | –           | –           | 66           | 0,1          |
|                             | −                              | NPD               | –           | –           | 383          | 0,3          |
|                             | –                              | ÖDP               | –           | –           | 154          | 0,1          |
|                             | –                              | Patrioten         | –           | –           | 9            | 0,0          |
|                             | –                              | SpAD              | –           | –           | 21           | 0,0          |
|                             | −                              | VAA               | –           | –           | 107          | 0,1          |
|                             | Sylke Grumm                    | Chemnitz          | 306         | 0,3         | –            | –            |
| Gesamt                      | Gesamt                         | Gesamt            | 120.167     | 100         | 120.896      | 100          |
|                             |                                |                   |             |             |              |              |
| Ungültige Stimmen           | Ungültige Stimmen              | Ungültige Stimmen | 2.629       | 2,1         | 1.900        | 1,5          |
| Wähler                      | Wähler                         | Wähler            | 122.796     | 78,0        | 122.796      | 78,0         |
| Wahlberechtigte             | Wahlberechtigte                | Wahlberechtigte   | 157.401     |             | 157.401      |              |
|                             |                                |                   |             |             |              |              |
| Quellen: Statistik Sachsen, |                                |                   |             |             |              |              |

## Wahlkreissieger
| Wahl | Name              | Partei | Erststimmen |
| ---- | ----------------- | ------ | ----------- |
| 1998 | Gerald Thalheim   | SPD    | 35,8 %      |
| 1994 | Bernd Klaußner    | CDU    | 46,4 %      |
| 1990 | Klaus Reichenbach | CDU    | 45,3 %      |